# Dorcadion striolatum
Dorcadion striolatum là một loài bọ cánh cứng trong họ Cerambycidae.